# Nam Eun-young
Nam Eun-young   () és una jugadora d'handbol sud-coreana, ja retirada, guanyadora d'una medalla olímpica.
El 1992 va prendre part en els Jocs Olímpics d'Estiu de Barcelona, on guanyà la medalla d'or en la competició d'handbol. En el seu palmarès també destaca una medalla d'or en els Jocs Asiàtics de 1994.